# Вышеградский капитул
Вышеградский капитул, официальное название — Королевский коллегиальный капитул св. Петра и Павла в Вышеграде (чеш. Královská kolegiátní kapitula sv. Petra a Pavla na Vyšehradě) — чешский католический капитул, расположенный в Вышеграде (Прага) при храме Святых Петра и Павла.

## История капитула
Своим возникновением капитул обязан чешскому князю Вратиславу II, точнее, его конфликту с его младшим братом пражским епископом Яромиром. В 1070 году Вратислав, желая дистанцироваться от соперничавшего с ним за власть епископа Праги Яромира, перенёс свою резиденцию в Вышеград, где в противовес пражскому епископу учредил независимый (exemptní) от него Вышеградский капитул, подчинявшийся напрямую Святому Престолу в Риме. Князь пожаловал капитулу значительное недвижимое имущество и назначил членам капитула регулярное вознаграждение. В 1092 году король Вратислав умер и был погребён в вышеградском капитульном храме святых Петра и Павла.
Папа Александр II утвердил создание капитула и предоставил его членам право носить сандалии и митру. Однако независимость Вышеградского капитула от Пражской епархии и его прямое подчинение римской курии (exemptní) были формально подтверждены только через 74 года, 11 апреля 1144 года, папой Луцием II.
В 1178 году князь Собеслав II пожаловал капитулу дополнительные земельные владения, среди которых было селение Модржаны.
Интересное предание связано с изображением на малой печати Вышеградского капитула, на котором Святой апостол Петр стегает розгами грешника, в котором, если верить легенде, угадывается князь Чехии Бедржих (1178—1189). Предыстория такова: в 1187 году князь Бедржих отдал в залог рыцарю Габровецу принадлежавшую Вышеградскому капитулу деревню Цврчовице. В ту же ночь князю явился святой Петр и, упрекнув его в краже, велел вернуть деревню капитулу. Днём князь Бедржих, желая позабавить гостей, рассказал им об этом сне за обедом. В следующую же ночь князю вновь явился апостол Петр, на этот раз уже с розгами. Побитый во сне розгами князь наутро спешно приказал выплатить рыцарю Гобровецу залог, а деревню вернуть во владение капитула.
C около 1222 года пробсты Вышеградского капитула занимали должность канцлера королевства, что позволило им активно влиять на внутреннюю и внешнюю политику государства. Помимо прочего, они занимались составлением «земских досок» — основного источника прецедентного права феодальной Чехии.
В состав капитула в средние века входили представители чешской королевской семьи и другие известный личности, в частности, будущий князь Генрих Бржетислав и будущий епископ Оломоуца Ян Волек (бастард короля Вацлава II). В 1389 году одним из каноников капитула стал будущий святой мученик Ян Непомуцкий (убит в 1393 году).
После гуситских войн (1420—1434) политическое влияние и духовный авторитет капитула существенно снизился.
Возрождение Вышеградского капитула наметилось в первой половине XVIII века, когда была проведена реконструкция капитульного храма св. Петра и Павла в стиле барокко. В 1763 году было упразднено прямое подчинение Вышеградского капитула Святому Престолу.
В 1948 году имущество Вышеградского капитула было национализировано.

## Современное состояние
Бархатная революция вернула капитулу большинство принадлежащей ему ранее собственности.
В наше время Вышеградский капитул регулярно проводит богослужения в базилике св. Петра и Павла и в ротонде св. Мартина, каноники капитула проводят чтение лекций, при капитуле проводятся концерты, организуются паломнические путешествия в святые места. В библиотеке капитула хранится 40 первых печатных книг, а также сотни томов различного возраста — от начала книгопечатания до конца XVIII века.

## Состав капитула
- монс. Антон М. Отте — пробст капитула (с 2011 года)
- монс. Томаш Голуб — декан капитула (с 2011 года)
- Прокор Брож — каноник-пенитенциарий (с 2010 года)
- Ян Котас — пастор прихода Святых Петра и Павла в Вышеграде, каноник (с 2011 года)
- монс. Алеш Опатрни — каноник (с 2009 года), каноник-кустодий
- Йерзи Гапски — пастор прихода у костёла Нанебовзятия Девы Марии в Модржанах, каноник (с 2011 года)
- Карел Гавелка — пастор прихода в Житенице
- монс. Артур Матусзек — ректор Архиепископской семинарии в Праге, каноник (с 2011 года)